# Eulocastra platyzona
Eulocastra platyzona är en fjärilsart som beskrevs av Lederer 1870. Eulocastra platyzona ingår i släktet Eulocastra, och familjen nattflyn. Inga underarter finns listade.